# Palmeilanden
De palmeilanden (Arabisch: جزر النخيل) zijn kunstmatige eilanden voor de kust van Dubai, in de Verenigde Arabische Emiraten (VAE). Het project is door Mohammed bin Rasjid Al Maktoem, emir van Dubai en huidig eerste minister van de VAE, opgezet om het toerisme te doen groeien.
De eilanden hebben de vorm van een palmboom: een stam met veel zijtakken. Daardoor hebben ze een zeer lange kustlijn en kan elke bewoner aan het water wonen. In de oorspronkelijke plannen zouden er drie palmeilanden gebouwd worden. Er zijn er echter maar twee afgebouwd:
- Palm Jumeirah
- Palm Jebel Ali

Aan het derde geplande palmeiland, Palm Deira, werd ook begonnen. Maar door de kredietcrisis werden de plannen voor dit eiland aangepast en zal het niet langer de vorm van een palmboom krijgen. Het project kreeg als nieuwe naam Deira Island.
Twee van de eilanden (Jumeirah en Deira) werden aangelegd door het bedrijf Van Oord. Het eiland Jebel Ali werd gerealiseerd door het baggerbedrijf Jan De Nul.

## Ontwikkeling
In 2001 werd er begonnen aan de werkzaamheden voor de palmeilanden. Ze zijn volledig gebouwd uit zand en rotsen (er is geen beton of staal gebruikt om de eilanden te bouwen). Om de golven en de constante beweging van de zee tegen aan te kunnen, werden overal rond de eilanden golfbrekers gebouwd van drie meter hoog. De basis van deze golfbrekers, bestaande uit grote rotsen, werden tijdens het bouwproces constant gecontroleerd door diepzeeduikers. De duikers hebben de uitlijning en plaatsing van de rotsen onder het oppervlak gecontroleerd om de stabiliteit te garanderen. Er werden baggerschepen gebruikt om zand op te spuiten om de eilanden te vormen.
In 2006 werden de eerste wooneenheden op Palm Jumeirah opgeleverd en in 2008 werd dit eiland officieel geopend. De ontwikkeling van Palm Jebel Ali ligt sinds 2008 stil. Het eiland is geheel opgespoten en de eerste infrastructurele werkzaamheden zijn uitgevoerd, maar er is nog geen bebouwing.

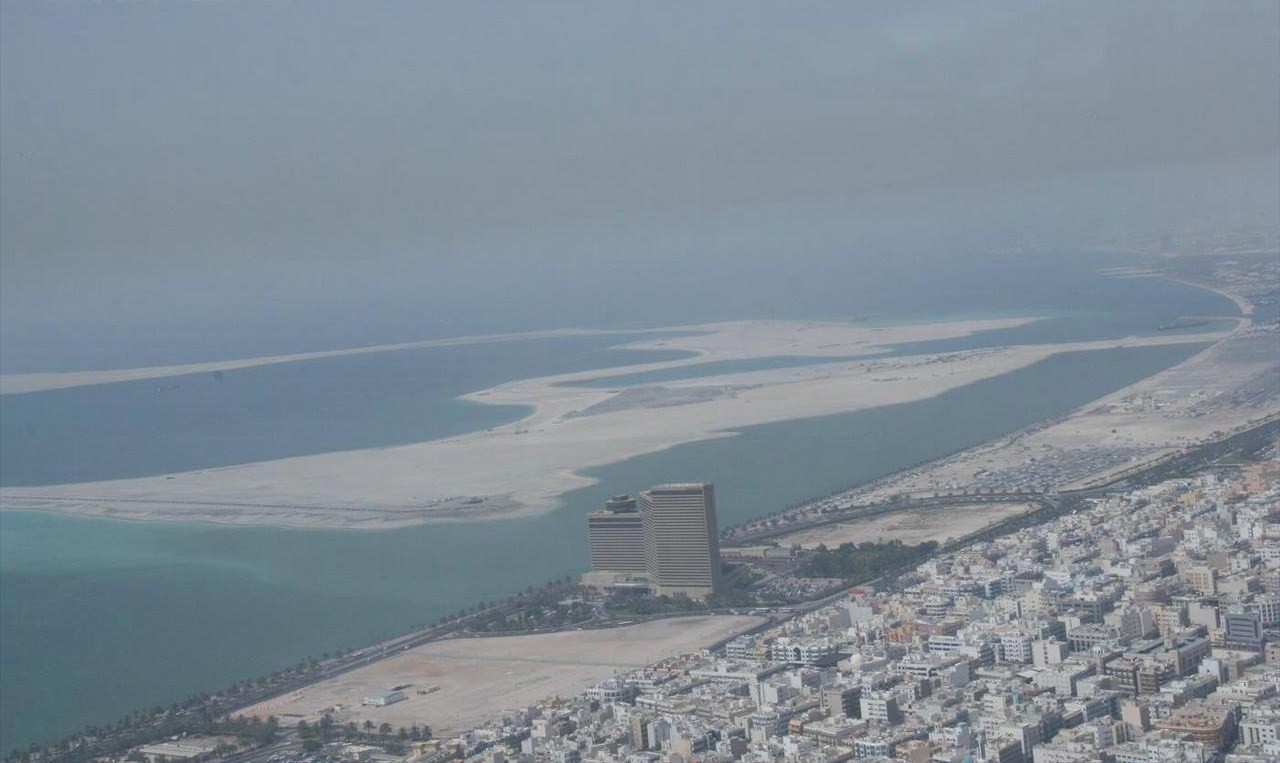
Luchtfoto van Deira Island (2007)
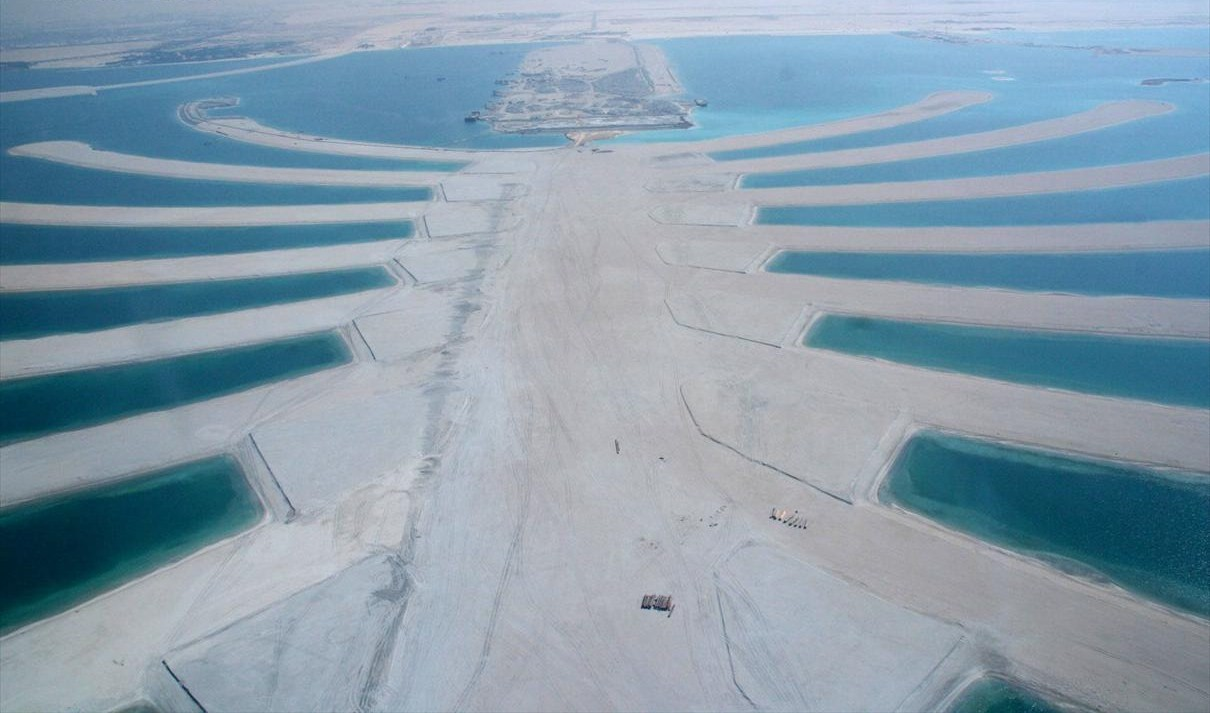
Palm Jebel Ali is al opgespoten maar nog onbebouwd
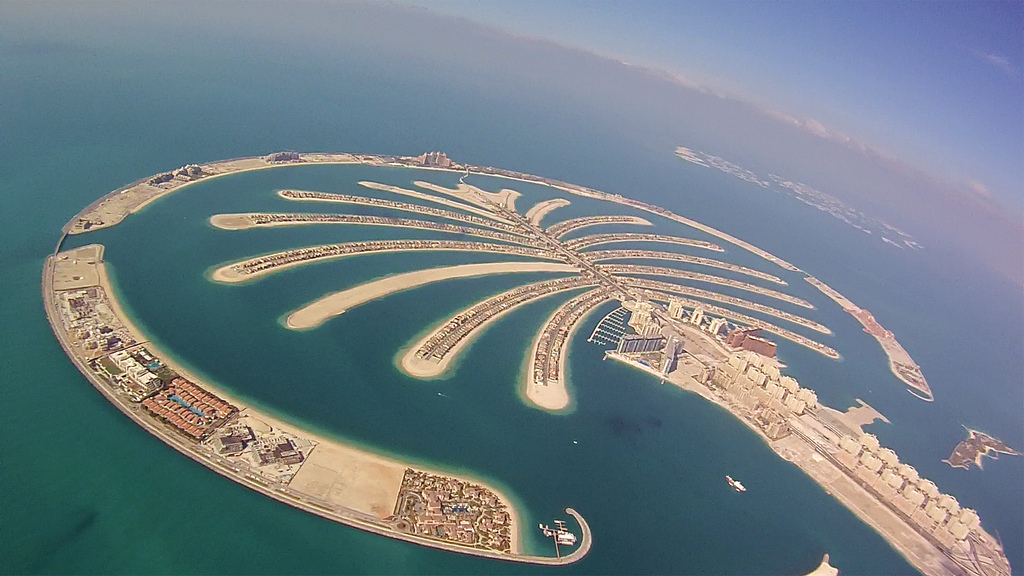
Luchtfoto van Palm Jumeirah (2012)

## Milieueffecten
De bouw van de Palm-eilanden langs de kust van Dubai heeft verschillende grote veranderingen in het milieu veroorzaakt. De oorzaak van de meeste milieuschade komt voort uit verstoord sediment. Doordat er meer sedimentdeeltjes in het zeewater bij Dubai kwamen, verminderde de hoeveelheid zonlicht die naar de vegetatie van de zee doorgefilterd werd. Dit zorgde voor een vermindering van het waterleven in het gebied en erosie van de kustbodem. 
Er is ook een dramatische verandering in golfpatronen langs de kust van Dubai als gevolg van de rotswanden die rond de palmeilanden zijn gebouwd: in plaats van rechtstreeks de kusten te raken, bewegen de golven op een ongebruikelijke manier rond de nieuwe obstructie. Dit heeft geleid tot een verzwakking van de kusten van Dubai.
Het Wereld Natuur Fonds gaf in 2006 aan dat "de menselijke druk op de wereldwijde ecosystemen (de ecologische voetafdruk) van de VAE de hoogste ter wereld is. Het land zou momenteel vijf keer zo onhoudbaar zijn als enig ander land". Het vermeldde ook dat de bouw van de kunstmatige eilanden vanaf het begin tot op heden veel zichtbare ecologische veranderingen had veroorzaakt die een bedreiging vormen voor de toekomst.

## Andere projecten
Behalve de palmeilanden zijn er nog andere kunstmatig aangelegde eilanden voor de kust van Dubai en er zijn plannen voor een aantal projecten:
- Bluewaters Island ligt voor de kust van Dubai Marina, naast Palm Jumeirah. Het project is al vergevorderd en de eerste gebouwen werden in 2008 opgeleverd. Ook de Ain Dubai, het hoogste reuzenrad ter wereld, wordt op dit eiland gebouwd.
- Aan de westzijde van het Palm Jebel Ali-eiland moet het Dubai Waterfront gerealiseerd worden. Slechts een klein deel van dit project is opgespoten en sinds 2009 liggen de werkzaamheden stil.
- The World is een archipel van vele eilandjes die samen de vorm van de wereldkaart vormen. Dit project is momenteel in aanbouw.
- Er waren plannen om rondom de eilanden van The World nog een archipel aan te leggen: The Universe. Dit project was tot 2009 in de ontwikkelfase, maar is daarna 'on hold' gezet en er is nooit begonnen aan de aanleg ervan.